# Побуна морнара у Боки которској
Побуна морнара у Бококоторском заливу избила је 1. фебруара 1918. године, на бродовима „Sankt Georg“ и „Gea“. У побуни је учествовало око 6.000 морнара аустроугарске ратне флоте. Побуна је насилно угушена 3. фебруара, ухапшено је 800 морнара и подофицира, а пред преки суд у Котору изведено је 40, од којих су четворица осуђена на смрт и потом стрељана. Велики број ослобођен је након суђења у септембру, а кривични поступак против осталих прекинут је сломом Аустроугарске у Првом светском рату.

## Увод у Побуну
Већ 1917. године забележене су демонстрације морнара у ратним лукама Аустроугарске. У Пули су се исказали противратни протести, а било је и дезертерства. Велики штрајк 11.000 радника арсенала који су тражили примирје, веће плате и бољу прехрану избио је 1918. године. Из Кумбора је у Бриндизи пребегла посада хидроавиона К-307. Из Шибеника је у Италију пребегла торпиљарка Т-11. Морнари Франтишек Каутзку (Чех) и Љубомир Краус (Хрват) покушали су бег из Пуле торпиљарком Т-80, али су издани, осуђени на смрт и стрељани.
Подржавајући радничке немире, морнари с ратних бродова "Erzherzog", "Prinz Eugen" и "Aspern", отказивали су послушност команди. Због непослушности је 35 припадника Хидробазе кажњено дугогодишњим затворским казнама. Због бесмислених продубљења ратних операција, све лошијих услова живота, тешког положаја словенских народности, и одјека Октобарске револуције, немири су се ширили.
Почетком 1918. године у Боки которској су се налазили аустроугарски ратни бродови: оклопњача "Monarch", оклопни крсташи "Sankt Georg" и "Kaiser Karl VI", крстарице "Helgoland", "Kaiser Franz Joseph I", "Novara", и "Saida", разарачи "Balaton", "Orjen", "", "", "", "Dinara", "Scharfschutze" и "Huszar". Осим тога било је још 18 торпиљарки, 3 немачке и неколико аустроугарских подморница, затим помоћни бродови: брод радиона "Gea", стара оклопњача "Kronprinz Erzherzog Rudolf" за одбрану улаза у залив, брод-касарна "Kaiser Max" у Тивту, брод радиона "Cyclop" и тегљач "Buffel" такође у Тивту. У Кумбору је било неколико извиђачких авиона. У морнаричком арсеналу у Тивту је радило око 300 радника, а у Ђеновићима се налазила подморничка база. У Боки которској је било на почетку 1918. године око 6.000 припадника копнене војске. Флотом је командовао контраадмирал Александар Ханс са оклопног крсташа "Sankt Georg", а био је лично потчињен команди ратне морнарице у Пули.

## Почетак побуне
Побуна морнара у Боки которској почела је у подне 1. фебруара 1918. године на бродовима "Sankt Georg"" и "Gea" када је око 6.000 морнара аустроугарске ратне флоте узело команду у своје руке и истакло црвене заставе на око четрдесет бродова у Бококоторском заливу. 
То није само био израз антиратног расположења у Аустроугарској монархији, већ је, по извештају српског војног аташеа у Падови, побуна морнара била „резултат лењинистичких идеја које су се толико рашириле у аустроугарској морнарици да су знатно ослабиле познату сурову дисциплину“. 
Морнари су преузели команду, а царске официре на челу са контраадмиралом Александером Хансом су интернирали у бродским кабинама. На челу побуне су били Франтишек Раш (изван брода), Антун Грабар, Дане Тадић, Лео Лелас, Крсто Кнежевић, Мијо Видак, Мате Остојић, Рудолф Креибацх, Иван Внук и Франц Галет, сви са командног брода „Санкт Георг“, док је на челу побуне брода „Геа“ био Мате Брничевић. 
Топовским плотуном је спречено испловљавање разарача "Csepel", а ред су одржавале наоружане патроле које су кружиле чамцима око затечених бродова и на копну. Формиран је Комитет морнара на командом броду "Sankt Georg" чије је чланство одређено раније у селу Каменарима у кафани „Шумадија“. У истој кафани је одлучено: да дан општег устанка буде 1. фебруар, да се ухапсе официри и поднесе писмени захтев контраадмиралу Хансу. Захтевало се: прекид рата сепаратним миром, побољшање хране и редовна одсуства. 
Међутим због низа пропуста вођства побуне углавном због тога што су комуникације и даље биле под надзором службених власти, и одлучности власти да и оружаном силом спрече устанике у остварењу наума, макар и по цену потапања већине бродова, и лукавим вођењем преговора у циљу добијања времена, устанак је помало јењавао. Једна струја устаника је заступала идеју да запоседнути бродови исплове и придруже се силама Антанте док је друга тражила да бродови остану у Боки. 
Команда је 2. фебруара упутила ултиматум побуњеним морнарима, наредила евакуацију цивилног становништва и немачким подморницама наредила потапање бродова "Gea" и "Sankt Georg".

## Гушење побуне
Побуна је угушена већ следећег дана након доласка групе бојних бродова из Пуле. Наиме, ујутро 3. фебруара 1918. године у Боку которску је упловио ратни састав од 3 бојна брода, 4 разарача и 8 торпиљарки, што је омогућило да царски официри преузму власт на запоседнутим бродовима. 
Пред редовним војним судом било је оптужено 386 морнара и подофицира. Од тога је 48% било јужнославенског порекла, 20% италијанског, 13% Чеха и Словака, 10% Немаца, 8% Мађара, а остало су били Пољаци, Румуни и Украјинци. Иако је било ухваћено око 1.200 морнара, пред преки суд изведено је само њих 98. У затвору је умрло десетак морнара, у току побуне погинуло их је двоје, остали су осуђени на дугогодишње робије, а четворица на смрт стрељањем.
На смрт су осуђени: Франц Раш, морнарички водник из Чешке, Антун Грабар, морнар из Пореча у Истри, Јерко Шижгорић, артиљерац из Жирја код Шибеника, и Мате Брничевић, артиљерац из села Јасенице, код Омиша.